# Abbattuta (fortificazione)

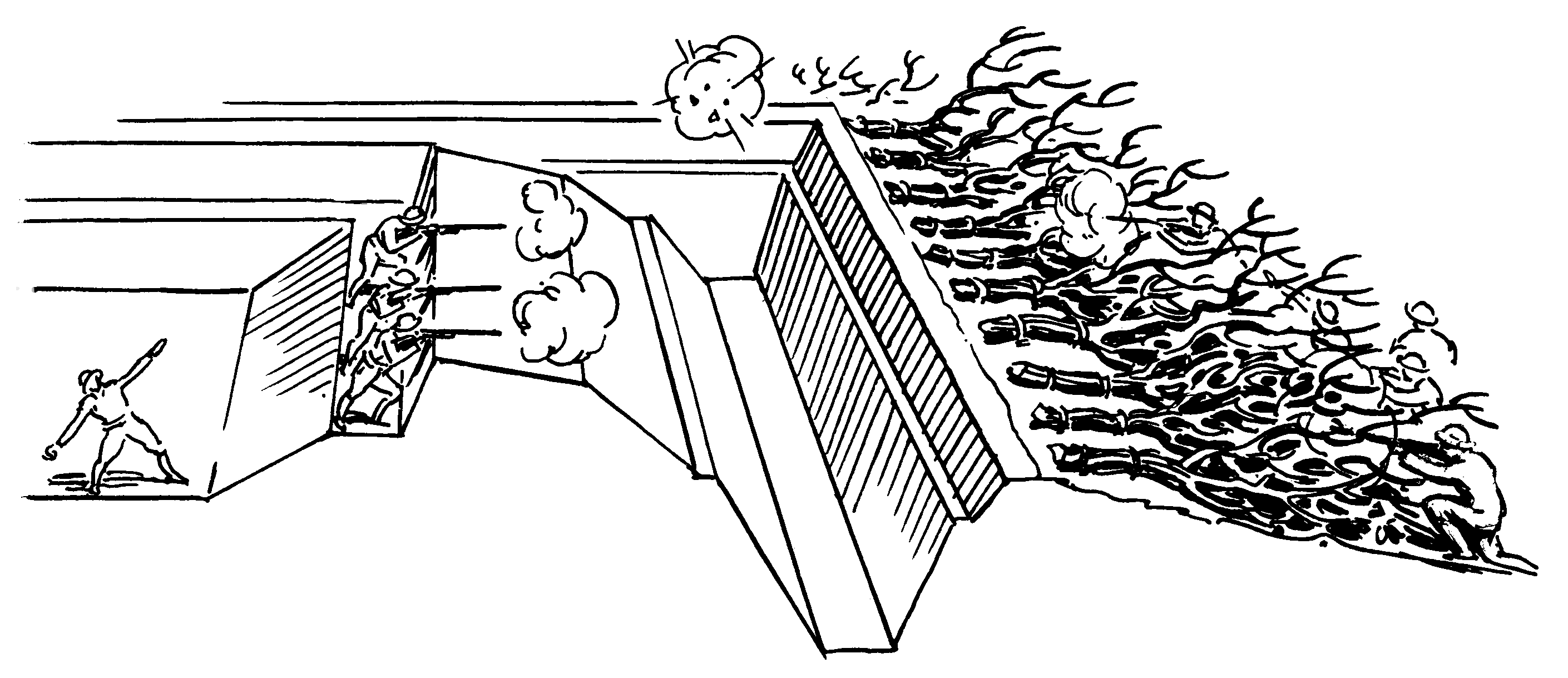
Gli abatis vengono usati in guerra per mantenere il più a lungo possibile sotto il fuoco il nemico che avanza

Abbattuta, abatis, abattis o abbattis (termine francese che indica del materiale accatastato) è il modo in cui viene definito nelle fortificazioni da campo un ostacolo formato da rami d'albero disposti in fila, con le cime affilate dirette verso l'esterno, verso il nemico. Gli alberi sono solitamente legati con del filo.

## Descrizione
Esistono prove del fatto che venissero usati anche dalla Roma imperiale, e più recentemente nella Guerra di secessione americana. È raro vedere oggi le abbattute, essendo stati ampiamente sostituiti da ostacoli di filo. In ogni caso possono venire utilizzati come sostituto quando si è a corto di filo spinato. Un tipo di abbattuta gigante, con l'uso di interi tronchi piuttosto che di rami, potrebbe essere usato come ostacolo anticarro improvvisato.
Un classico uso delle abbattute fu quello della battaglia di Chateauguay del 26 ottobre 1813, dove circa 300 volteggiatori canadesi guidati da Charles-Michel de Salaberry sconfissero un'armata statunitense di circa 2300 uomini.
Un'importante debolezza delle abbattute, rispetto al filo spinato, è che può essere facilmente distrutto dal fuoco. Inoltre, se i rami vengono legati tra loro con corde invece che con filo, queste possono essere bruciate prima di spostare le abbattute con ganci lanciati da una distanza di sicurezza.
Il principale vantaggio è la facilità di costruzione in zone boscose. Si possono formare semplicemente tagliando una fila di alberi e facendoli cadere verso il nemico. Un'alternativa è quella di piazzare esplosivi per farli crollare.

## Addestramento statunitense

Simbolo dell'esercito statunitense per indicare un'abbattuta

Nonostante siano raramente usati dalle unità militari convenzionali moderne, l'uso delle abbattute è tuttora insegnato durante l'addestramento dei Marine Corps dello United States Army. Per la precisione viene insegnato ai genieri come far cadere gli alberi, lasciando un moncone di 1 o 2 metri, ed intrecciandoli a 45 gradi in direzione del nemico.  Viene inoltre raccomandato di lasciare legati gli alberi ai monconi, e di coprire almeno 75 metri di terreno. Le mappe militari statunitensi segnalano le abbattute tramite una "V" rovesciata con una breve linea unita all'estremità destra.

## Galleria d'immagini

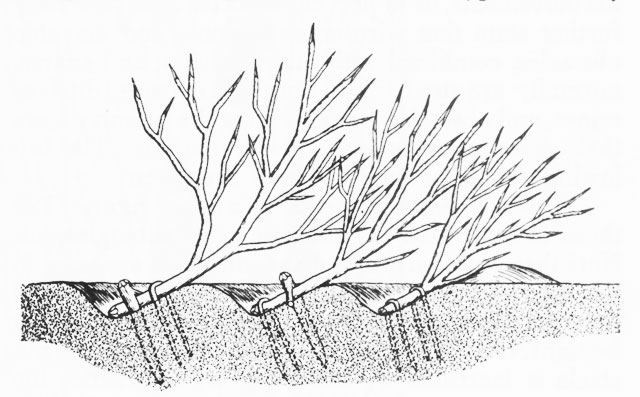
Abbattute improvvisate dalle truppe giapponesi durante la Seconda guerra mondiale.
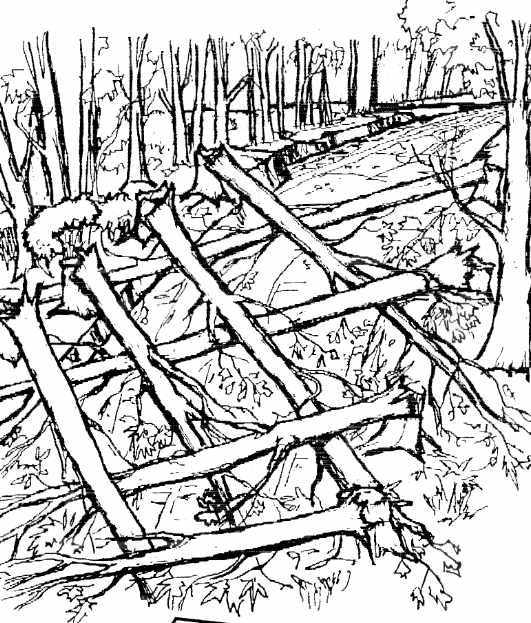
Un'abbattuta gigante, fatta con interi alberi, può rivelarsi un ottimo ostacolo anticarro. Questa formazione può venir facilmente ottenuta tramite l'uso degli esplosivi; da notare i monconi scheggiati.